# Christian Zillekens
Christian Zillekens (Neuss, 29 dicembre 1995) è un pentatleta tedesco.

## Biografia
Gareggia per l'OSC Potsdam. È allenato da Claudia Adermann.
Ha rappresentato la Germania ai Giochi olimpici estivi di Rio de Janeiro 2016, dove si è piazzato al ventunesimo posto nella gara maschile.
Ai mondiali di Il Cairo, con il connazionale Alexander Nobis, si è aggiudicato la medaglia d'argento nella staffetta, terminando la gara alle spalle dei sudcoreani Hwang Woo-jin e Jun Woong-tae.

## Palmarès
- Campionato mondiale di pentathlon moderno

Il Cairo 2017: argento nella staffetta;